# The Seelbach Hilton Louisville
Pour les articles homonymes, voir Seelbach.
The Seelbach Hilton Louisville est un hôtel américain situé à Louisville, dans le Kentucky. Ouvert en 1905, cet établissement d'Hilton Hotels & Resorts est inscrit au Registre national des lieux historiques depuis le 12 août 1975 et est membre des Historic Hotels of America et des Historic Hotels Worldwide depuis 2015.